# 看誰在尖叫
《看誰在尖叫》是一部 1998 年美國恐怖驚悚片，由歐利·波奈戴爾執導，伊旺麥奎格、派特麗夏阿奎特、喬許布洛林、勞倫格拉漢姆和尼克諾特主演。該劇由 Bornedal 和史蒂芬索德柏編劇。該片翻拍自 1994 年上映的同名丹麥電影，該片也是由歐利·波奈戴爾執導的。

## 外部連結
- 互联网电影数据库（IMDb）上《看誰在尖叫》的资料（英文）
- TCM电影资料库上《看誰在尖叫》的资料（英文）
- 美国电影学会目录上的《看誰在尖叫》（英文）
- 爛番茄上《Nightwatch》的資料（英文）
- Box Office Mojo上《Nightwatch》的資料（英文）